# Anvil of Dawn
Az Anvil of Dawn az egyik utolsó, 1995-ben megjelent „nem 3D”-s belsőnézetű játék. A játékos az öt szereplő közül egyet irányíthat, hogy megmentse Tempest királyságát. Mindegyik szereplőnek megvan a maga specialitása (eltérő gyorsaság, erő, stamina stb.). A történet is a karaktertől függően változik és mindegyikűjüknél eltérő a játék végkimenetele.